# Christopher Plummer
Christopher Plummer (Toronto, 13. prosinca 1929. – Weston, 5. veljače 2021.) bio je kanadski glumac.

## Životopis
Christopher Plummer rodio se u kanadskom torontu 1929. godine, a nakon što su mu se roditelji rastali, preselio se s majkom u Senneville u Québec. kao dječak pokazivao je interes za umjetnošću pogotovo prema glazbi no nakon završene umjetničke škole u Montréalu posvećuje se glumi. Debitira na Broadwayu u Shakespearovom Heriku IV., gdje ga je jednom prilikom zamijenio William Shatner, te naslovne uloge u Machbethu i Kralju Learu
Na filmskom platnu debitirao je 1958. u filmu Stage Struck, a popularnost je stekao ulogom kapetana von Trappa u mjuziklu Moje pjesme, moji snovi. Godine 2012. godine osvojio je Oscara za film Početnici te je time postao najstariji dobitnik Oscara u povijesti, a nominacijom za film Sav novac u svijetu postao je najstariji nominirani glumac.

## Odabrana filmografija
- Stage Struck kao Joe Sheridan (1958.)
- Moje pjesme, moji snovi kao kapetan von Trapp (1965.)
- Waterloo kao Arthur Wellesley, vojvoda od Wellingtona (1970.)
- Povratak Pink Panthera kao Sir Charles Litton (1975.)
- Arthur Hailey's the Moneychangers kao Roscoe Heyward (1976.)
- Malcolm X kao Chaplain Gill (1992.)
- Probuđena savjest kao Mike Wallace (1999.)
- Genijalni um kao Dr. Rosen (2001.)
- Aleksandar Veliki kao Aristotel (2004.)
- Nebesa kao Charles Muntz (2009.)
- Početnici kao Hal (2010.)
- Muškarci koji mrze žene kao Henrik Vanger (2011.)
- Nož u leđa kao Harlan Thrombey (2019.)

## Nagrade

### Nagrada Oscar
| Godina | Nominirano djelo                      | Kategorija                                     | Rezultat   |
| ------ | ------------------------------------- | ---------------------------------------------- | ---------- |
| 2010.  | Posljednja stanica (The Last Station) | Najbolji sporedni glumac                       | Nominacija |
| 2012   | Početnici (Begginers)                 | Najbolji sporedni glumac                       | Osvojeno   |
| 2018.  | Najbolji sporedni glumac              | Sav novac svijeta (All the Money in the World) | Nominacija |

### Nagrada Zlatni globus
| Godina | Nominirano djelo                               | Kategorija                                                           | Rezultat   |
| ------ | ---------------------------------------------- | -------------------------------------------------------------------- | ---------- |
| 2001.  | Američka tragedija (American Tragedy)          | Najbolji sporedni glumac - serija, mini-serija ili televizijski film | Nominacija |
| 2010.  | Posljednja stanica (The Last Station)          | Najbolji sporedni glumac - film                                      | Nominacija |
| 2012.  | Početnici (Begginers)                          | Najbolji sporedni glumac - film                                      | Osvojeno   |
| 2018.  | Sav novac svijeta (All the Money in the World) | Najbolji sporedni glumac - film                                      | Nominacija |

### Nagrada Emmy
| Godina | Nominirano djelo                             | Kategorija                                                   | Rezultat   |
| ------ | -------------------------------------------- | ------------------------------------------------------------ | ---------- |
| 1959.  | Mali mjesec Albana (Little Moon of Alban)    | Najbolja pojedinačna glumačka izvedba                        | Nominacija |
| 1966.  | Hamlet u Elsinoreu (Hamlet at Elsinore)      | Najbolja pojedinačna izvedba glumca u glavnoj ulozi u drami  | Nominacija |
| 1977.  | Arthur Hailey's the Moneychangers            | Najbolji glavni glumac u ograničenoj seriji                  | Osvojeno   |
| 1983.  | The Thorn Birds                              | Najbolji sporedni glumac u ograničenoj seriji ili specijalcu | Nominacija |
| 1994.  | The New Adventures of Madeline               | Najbolja glasovna izvedba                                    | Osvojeno   |
| 2005.  | Naši očevi (Our Fathers)                     | Izvanredan sporedni glumac u miniseriji ili filmu            | Nominacija |
| 2011.  | Moguls & Movie Stars: A History of Hollywood | Najbolja glasovna izvedba                                    | Nominacija |

## Vanjske poveznice
- Christopher Plummer u internetskoj bazi filmova IMDb-u (engl.)